# Eins und Eins macht Vier
Eins und Eins macht vier ist ein amerikanischer Kinderfilm des Regisseurs Andy Tennant aus dem Jahr 1995. Der Film beruht sehr frei auf dem Roman Das doppelte Lottchen.

## Handlung
Die elfjährige Amanda Lemmon ist ein Waisenkind und lebt in einem New Yorker Kinderheim, in dem die Betreuerin Diane Barrows arbeitet. Diane hat Amanda besonders ins Herz geschlossen und würde sie gern adoptieren, doch als Alleinstehende bekommt sie das Sorgerecht nicht.
Die ebenfalls elf Jahre alte Alyssa Callaway lebt in scheinbar besseren Verhältnissen. Ihr Vater Roger Callaway ist sehr vermögend; ihre Mutter starb bei ihrer Geburt. Der Reichtum ersetzt jedoch nicht die Fürsorge der Eltern. So ist es der Butler Vincenzo, der sich am meisten um Alyssa kümmert, da ihr Vater als erfolgreicher Geschäftsmann kaum Zeit für seine Tochter hat. Hinzu kommt, dass er bald heiraten will. Seine Verlobte Clarice Kensington mag keine Kinder, täuscht Roger dies aber vor, damit er sie heiratet.
Das Kinderheim verbringt die Sommerferien in einem Feriencamp am See. Zur gleichen Zeit ziehen die Callaways für einige Wochen in ihre Villa an demselben See. Schon bald kommt es zu der ersten Begegnung zwischen Amanda und Alyssa, wobei beide feststellen, dass sie einander zum Verwechseln ähnlich sehen. Unzufrieden mit ihren jeweiligen Lebensumständen tauschen die Mädchen für eine Weile die Rollen. Alyssa und Amanda kommen bald zu dem Schluss, dass sie die bevorstehende Hochzeit von Roger und Clarice unbedingt verhindern müssen und Roger ihrer Ansicht nach sowieso perfekt zu Diane passt. Es gelingt den Mädchen, Diane und Roger zusammenzubringen. Doch die beiden machen sich zu viele Gedanken um mögliche Konsequenzen; schließlich hat Roger sich kurz zuvor offiziell mit Clarice verlobt. So nimmt er nach anfänglich gefasster Zuneigung zunächst wieder Abstand von Diane.
Nachdem Clarice von Rogers Interesse für Diane erfährt, drängt sie ihren Verlobten zur schnellen Heirat und legt den Hochzeitstermin kurzerhand vor. Zudem wird Alyssa als  vermeintliche Amanda aus dem Camp heraus zu ihren neuen Adoptiveltern gebracht und muss nun auf deren Schrottplatz arbeiten. Amanda deckt den Rollentausch beim Butler auf, sie lassen Alyssa mit Hilfe des Firmenhelikopters durch Diane vom Schrottplatz holen und beide platzen in die Trauungszeremonie herein. Roger lässt die wutentbrannte Clarice vorm Altar stehen. So kommen Diane und Roger doch noch zusammen.

## Kritiken
„„Sein Leinwanddebüt gibt Fernsehregisseur Andy Tennant (‚The Amy Fisher Story‘), der seinen Gute-Laune-Familienspaß in klassischer Tradition alter Hollywood-Komödien mit modernisierten Vorzeichen inszenierte. In diesem Sinne ist auch Deborah Dean Davis' spritziges Drehbuch konzipiert, bei dem das Zufallselement ein entscheidender Faktor ist und die Romanze zwischen den Erwachsenen unrealistischen Märchencharakter annimmt.““

„„Erich Kästner, Autor von ‚Das doppelte Lottchen‘, wäre bestimmt nicht beleidigt, wüßte er, dass er im Abspann nicht mal erwähnt wird. Der Sozialkitsch, das Hohelied auf die Familie und besonders die Darsteller mit ihren Gummigesichtern, speziell Jane Sibbett mit ihrer Version der Medusa aus ‚Bernard und Bianca‘, zeigen, dass sich der amerikanische Realfilm im Zuge von ‚Kevin‘ und ‚Mrs Doubtfire‘ immer mehr dem Disney-Zeichentrickfilm annähert.““

## Auszeichnungen
- 1996 Kids’ Choice Awards, USA: Beste Filmkünstler (Mary-Kate Olsen und Ashley Olsen); Nominierung für Kirstie Alley
- 1996 Young Artist Award, USA: Nominierungen für Mary-Kate Olsen und Ashley Olsen